# Xanthooestrus formosus
Xanthooestrus formosus är en tvåvingeart som beskrevs av Townsend 1931. Xanthooestrus formosus ingår i släktet Xanthooestrus och familjen parasitflugor.
Artens utbredningsområde är Taiwan. Inga underarter finns listade i Catalogue of Life.